# Massif du Nord
Pour l’article homonyme, voir Massif du Nord (Hongrie).
Le massif du Nord est une chaîne de montagnes située dans le nord d'Haïti. Il s'élève sur les départements du Nord et de l'Artibonite. L'altitude varie de 600 à 1 210 mètres. Il constitue le prolongement occidental de la cordillère Centrale qui traverse la République dominicaine. Cette chaîne se prolonge vers le nord-ouest sous le nom de chaîne du Haut-Piton. Au nord de ce massif s'étend la plaine côtière étroite de la plaine du Nord. Au sud du massif du Nord s'écoule la rivière Guayamouc. Le massif du Nord sépare la ville de Cap-Haïtien de la capitale Port-au-Prince.

## Histoire
Après la révolution haïtienne, la citadelle La Ferrière fut construite par le roi Henri Christophe. Elle surplombe la ville de Cap-Haïtien du haut de ses 865 mètres d'altitude.